# Adoxomyia cinerascens
Adoxomyia cinerascens är en tvåvingeart som först beskrevs av Friedrich Hermann Loew 1873.  Adoxomyia cinerascens ingår i släktet Adoxomyia och familjen vapenflugor. Inga underarter finns listade i Catalogue of Life.